# Hanns Theis
Hanns Theis (* 29. August 1921 in Hamm; † 22. Dezember 2020 in Duisburg) war ein deutscher Volkswirt und Politiker (SPD).

## Leben und Beruf
Hanns Theis war der Sohn von Käthe Theis, geborene Nott, und Johannes Theis. Nach dem Volksschulabschluss und dem Besuch der Höheren Schule legte der in Westfalen geborene Hanns Theis das Abitur als Externer ab. Anschließend absolvierte er eine Ausbildung zum Bankkaufmann bei der Dresdner Bank in Duisburg, die er mit der Handlungsgehilfenprüfung abschloss. Er bestand die Fachprüfung im Buchhaltungs- und Bilanzwesen und bildete sich an der Sozialakademie Dortmund fort. Danach nahm er ein Studium der Wirtschaftswissenschaften sowie der Rechts- und Staatswissenschaften an den Universitäten in Prag und Münster auf, das er mit der Prüfung als Diplom-Volkswirt beendete. Von 1939 bis 1945 nahm er als Soldat am Zweiten Weltkrieg teil, zuletzt als Reserveoffizier. Bei Kriegsende geriet er in Gefangenschaft, aus der er 1946 entlassen wurde.
Theis arbeitete als wissenschaftlicher Assistent (Tutor) an der Sozialakademie Dortmund. Außerdem war er Vorstandsmitglied der Städtischen Sparkasse und von 1964 bis 1986 Vorstandsvorsitzender der Stadtwerke Duisburg. Er war zudem Vorsitzender der Geschäftsführung der Duisburger Versorgungs- und Verkehrsgesellschaft mbH. Er lebte in Düsseldorf-Wittlaer, war verheiratet mit Renate Theis, geborene Sonnenschein, und hatte drei Kinder (Stefan, Thomas und Regina).

## Partei
Theis war seit 1946 Mitglied der SPD.

## Abgeordneter
Theis war von 1948 bis 1964 Ratsmitglied der Stadt Duisburg. Dem Deutschen Bundestag gehörte er von 1957 bis 1965 an. Er war zunächst über die Landesliste Nordrhein-Westfalen ins Parlament eingezogen und errang 1961 ein Direktmandat im Wahlkreis Duisburg II.
Bis zu seinem Tod war er der älteste lebende frühere Bundestagsabgeordnete.